# Culicoides paragarciai
Culicoides paragarciai är en tvåvingeart som beskrevs av Dyce 1996. Culicoides paragarciai ingår i släktet Culicoides och familjen svidknott. Inga underarter finns listade i Catalogue of Life.